# Saint-Broladre
Saint-Broladre [sɛ̃ bʁɔladʁ] ist ein Dorf und eine Gemeinde mit 1.166 Einwohnern (Stand 1. Januar 2022) im französischen Département Ille-et-Vilaine im Nordosten der Region Bretagne.

## Geografie
Das Gemeindegebiet von Saint-Broladre erstreckt sich von der Küste des Ärmelkanals über flaches, landwirtschaftlich intensiv genutztes Marschland (Marais de Dol) bis auf etwa 100 Meter Meereshöhe im Süden. Die Küstenlinie am starken Gezeiten ausgesetzten Wattenmeer ist eingedeicht. Zehn Kilometer nordöstlich befindet sich die Felseninsel Mont-Saint-Michel. Das Gemeindegebiet wird vom Fluss Banche durchquert, der im Marschland auch Canal de la Banche genannt wird.
Zu Saint-Broladre gehört der vier Kilometer südlich des Ortskerns gelegene Ortsteil Rougé.
Nachbargemeinden von Saint-Broladre sind Roz-sur-Couesnon und Saint-Marcan im Osten, Sains im Südosten, La Boussac im Süden, Baguer-Pican im Südwesten sowie Cherrueix im Westen.

## Geschichte

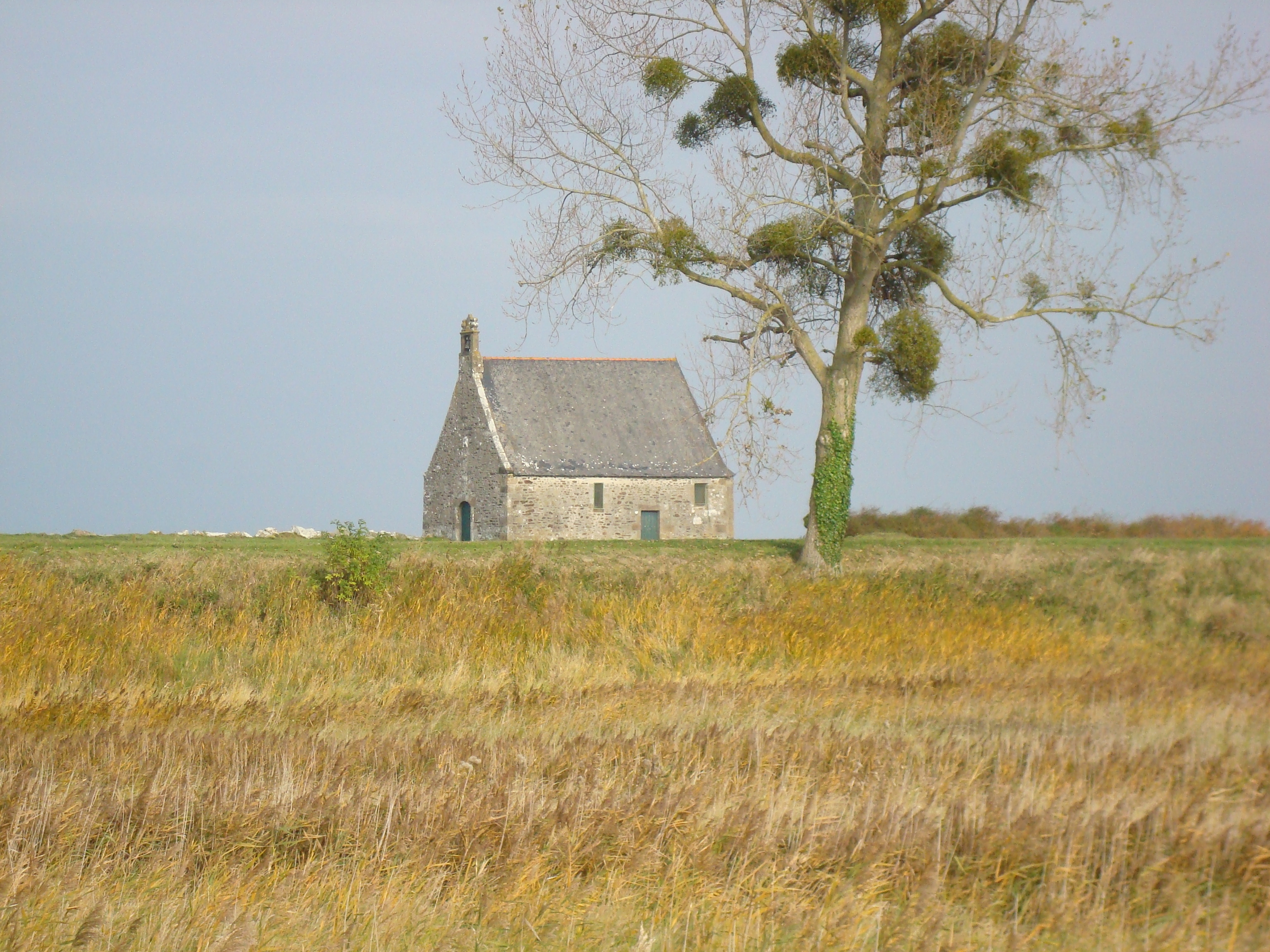
Kapelle Sainte-Anne des Grèves

- Siehe auch: Champ des Tombes

### Bevölkerungsentwicklung

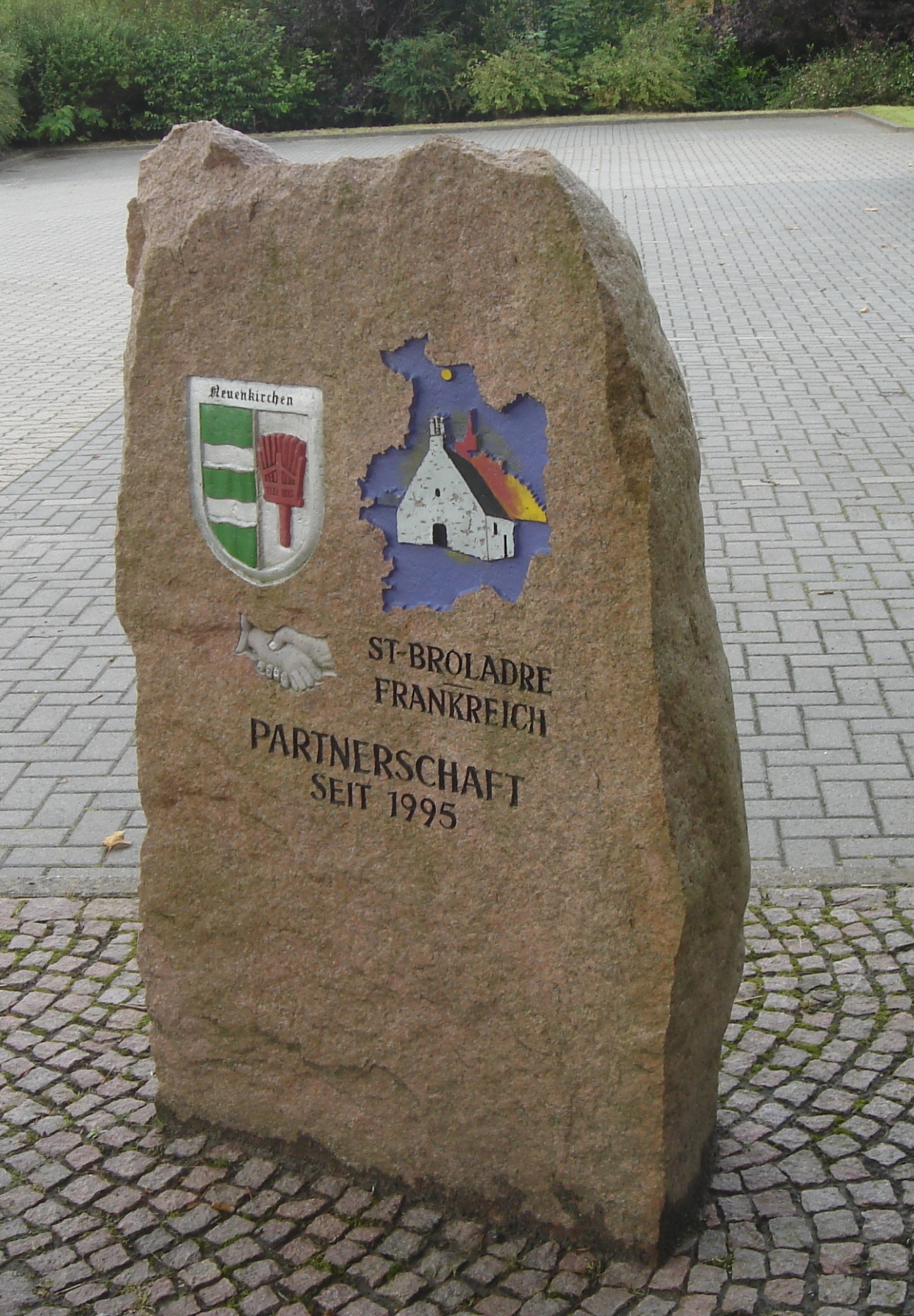
Denkmalstein (Standort Neuenkirchen) Gemeindepartnerschaft zwischen Neuenkirchen und St. Broladre

| Jahr | Einwohner |
| ---- | --------- |
| 1962 | 0884      |
| 1968 | 0946      |
| 1975 | 0881      |
| 1982 | 0865      |
| 1990 | 0992      |
| 1999 | 1014      |
| 2004 | 1017      |
| 2017 | 1132      |

## Gemeindepartnerschaften
Seit 1995 besteht eine Gemeindepartnerschaft mit Neuenkirchen, Deutschland.
Jeweils Anfang Mai (Pfingstwochenende) finden gegenseitige Besuche durch größere Delegationen statt. Fährt in einem Jahr eine Neuenkirchener Delegation nach Saint-Broladre, so kommt im folgenden Jahr eine Delegation aus Saint-Broladre nach Neuenkirchen.